# Telphusa
Telphusa är ett släkte av fjärilar. Telphusa ingår i familjen stävmalar.

## Dottertaxa tillTelphusa, i alfabetisk ordning[1]
- Telphusa accensa
- Telphusa agrifolia
- Telphusa alexandriacella
- Telphusa amphichroma
- Telphusa atomatma
- Telphusa barygrapta
- Telphusa calathaea
- Telphusa callitechna
- Telphusa chloroderces
- Telphusa cistiflorella
- Telphusa claustrifera
- Telphusa comprobata
- Telphusa conviciata
- Telphusa curvistrigella
- Telphusa danilevskyi
- Telphusa delatrix
- Telphusa deltocrates
- Telphusa distictella
- Telphusa euryzeucta
- Telphusa fasciella
- Telphusa fecunda
- Telphusa hemicycla
- Telphusa hessi
- Telphusa improvida
- Telphusa iosticta
- Telphusa iriditis
- Telphusa latifasciella
- Telphusa longifasciella
- Telphusa lutraula
- Telphusa medulella
- Telphusa melanoleuca
- Telphusa melanozona
- Telphusa melitocyela
- Telphusa microsperma
- Telphusa modesta
- Telphusa necromantis
- Telphusa nephelaspis
- Telphusa nephomicta
- Telphusa nigrifasciata
- Telphusa nigrimaculata
- Telphusa nigrorosea
- Telphusa objecta
- Telphusa obligata
- Telphusa obliquifasciella
- Telphusa ochlerodes
- Telphusa ochrifoliata
- Telphusa orgilopis
- Telphusa penetratrix
- Telphusa perspicua
- Telphusa phaulosema
- Telphusa pistaciae
- Telphusa praefinita
- Telphusa prasinoleuca
- Telphusa quercicola
- Telphusa quinquedentata
- Telphusa resecta
- Telphusa retecta
- Telphusa ripula
- Telphusa sarcochroma
- Telphusa scriptella
- Telphusa sedulitella
- Telphusa semiusta
- Telphusa smaragdopis
- Telphusa syncratopa
- Telphusa syndelta
- Telphusa tetragrapta
- Telphusa translucida
- Telphusa tremella
- Telphusa wagneriella
- Telphusa xyloptera